# S/2004 S7
S/2004 S7 is een maan van Saturnus die is ontdekt door Scott S. Sheppard en anderen. De maan is ongeveer 6 kilometer in doorsnede en draait om Saturnus met een baanstraal van 21 Gm in 1140,21 dagen.
Deze maan is niet meer gezien sinds de ontdekking in 2004 en wordt momenteel als verloren beschouwd.